# Lolene
Lolene Everett (Bristol, 12 de março de 1985, simplesmente conhecida por Lolene, é uma cantora, compositora e produtora musical britânica.

## Início de vida
Lolene foi criada pela mãe Caroline Regan-O'Reilly e diz ser uma garota independente “por defeito” deste motivo. Enquanto em Bristol, Lolene começou fazendo backing vocals para Martina Topley-Bird (vocalista do Tricky), e também colaborou com as autoridades locais de bateria para o pioneiro Roni Size.
Na deslocação a Londres, Lolene assinou um contrato de desenvolvimento com a BMG Records para a frente de seu mais recente grupo de meninas. Ela escreveu o material do grupo, mas saiu pouco depois para seguir carreira solo e se concentrar em suas próprias composições. Lolene criou seu alter ego, Miss Foo Foo, inspirado na cena do clube de Londres. Ela descreve seu personagem criado como “estragado, extrovertido, uma parte elevada de minha existência.”
Lolene se mudou para Los Angeles e assinou contrato com a Sony ATV depois de ser descoberta pelo produtor musical JR Rotem, que já trabalhou com Rihanna e Britney Spears, e seu gerente Zach Katz. Inicialmente contratada como escritora, Lolene começou a desenvolver o seu som pessoal com a ajuda de Rotem e outros produtores.

## Carreira musical

### 2009-presente:The Electrick HoteleCracked Not Broken
Lolene lançou seu álbum de estreia em 2012, após o mesmo ter sido vazado em 2010.
Lolene lançou "Sexy People" como single promocional em 2009. A faixa alcançou posição nº 5, segundo a Billboard Magazine em 1º de dezembro de 2009. O primeiro single oficial, "Rich (Fake It Til You Make It)", foi lançado em 19 de abril de 2010, e o vídeo da mesma em 29 de junho do mesmo ano. O vídeo de seu próximo single, "Radio", não tem data de lançamento. "Lionheart", inspirada nos anos 90, será o terceiro single.

### 2012-presente:She's Got A Pulse
No Dia 12/12/12 Lolene lançou o EP independente nomeado "She's Got A Pulse". O EP ficou à venda na loja digital independente VibeDeck por cerca de 1 mês, mas atualmente não está mais disponível para compras.
Nesse EP Lolene adicionou algumas músicas que estavam presentes no seu repertório, e apesar de algumas já estarem circulando na internet ela adicionou, o EP possui 12 Faixas, incluindo músicas registradas entre 2007/2010 e 3 Faixas exclusivas, gravadas para serem usadas apenas no EP. Ela comentou que não queria usar esse EP para se relançar musicalmente, mas apenas para mostrar aos fãs que ainda está viva, e enquanto tiver um batimento ela vai continuar fazendo o que sempre fez, música.

### 2017–presente: Mais que uma grande artista, uma mulher de negócios
Lolene deu uma pausa em sua carreira musical como cantora, mas ela continua sendo uma grande compositora para a Sony ATV. Agora, além de cuidar das músicas que ela compõe, ela também está gerenciando a carreira de uma pequena garota chamada Nova Miller, que sonha em ser uma grande cantora pop global um dia e se inspira muito em outros artistas, tais como Taylor Swift.
Lolene passa grande parte do seu tempo gerenciando a garota que é a grande aposta para o futuro da música pop e também ajuda nas composições da sua música, participa ativamente de todas as suas aparições públicas, do desenvolvimento artístico e está presente também nos backing vocals de suas principais canções.
Lolene se casou recentemente com Natan e fez uma grandiosa festa privada em um castelo para os seus familiares. 

### The Electrick Hotel
| N.º | Título                                   | Compositor(es)                                               | Produtor(es)                   | Duração |  |
| 1.  | "Intro (Welcome to the Electrick Hotel)" | Lolene, Tom Meredith                                         | Tom Meredith                   | 0:47    |  |
| 2.  | "Sexy People"                            | Lolene, Christopher Rojas, Chasity, Nasri                    | Chris Rojas                    | 4:05    |  |
| 3.  | "Rich (Fake It Til You Make It)"         | Lolene, Adam Messinger, Nasri, Damon Sharpe                  | The Messengers                 | 3:58    |  |
| 4.  | "Lionheart"                              | Lolene, Tre' Shon J./Chasity, Tom Meredith, Sheppard Solomon | Tom Meredith                   | 4:35    |  |
| 5.  | "Ordinary Girl"                          | Lolene, Nellee Hooper, Rune Westberg                         | Nelle Hooper                   | 4:00    |  |
| 6.  | "Under The Bus" (feat. Sam Sparro)       | Lolene, Sam Sparro, Jesse Rogg                               | Sam Sparro                     | 4:20    |  |
| 7.  | "Interlude (Room Service)"               | Lolene, Tom Meredith                                         | Tom Meredith                   | 0:44    |  |
| 8.  | "Carousel"                               | Lolene, Mushtaq Omar                                         |                                | 3:26    |  |
| 9.  | "Radio"                                  | Lolene, Josh Abraham, Oliver Goldstein                       | Josh Abraham, Oliver Goldstein | 4:15    |  |
| 10. | "Die Without Love"                       | Lolene, Tom Meredith                                         | Tom Meredith                   | 3:50    |  |
| 11. | "For The Record"                         | Lolene, Luciana, Richard Vission, Chico Bennett              | Richard Vission, Chico Bennet  | 3:30    |  |
| 12. | "Bang Bang"                              | Lolene, Damon Sharpe, Carl Ryden, Chasity                    | Carl Ryden, Damon Sharpe       | 3:52    |  |
| 13. | "Limousine"                              | Lolene, Josh Abraham, Oliver Goldstein                       | Josh Abraham, Oliver Goldstein | 3:10    |  |
| 14. | "Fucked Up"                              | Lolene, Oak, Chasity, L.P.                                   | Oak                            | 3:58    |  |
| 15. | "Beautiful Disaster"                     | Lolene, Chris Braide                                         | Chris Braide                   | 4:14    |  |
| 16. | "Dancing on Diamonds"                    | Lolene                                                       |                                |         |  |
| 17. | "Zoo"                                    | Lolene                                                       |                                | 2:51    |  |

### Cracked Not Broken
| N.º | Título                                                  | Compositor(es)                                           | Duração |  |
| 1.  | "I Wish"                                                | Lolene vs. Skee-lo vs. Willow Smith                      | 1:51    |  |
| 2.  | "Rich (Fake It Til You Make It) (Sketch Is Dead Remix)" | Lolene vs. Sketch Is Dead                                | 4:06    |  |
| 3.  | "Boujis Baby"                                           | Lolene vs. Mr DJ                                         | 3:35    |  |
| 4.  | "Leave Your Girl 4 Me"                                  | Lolene vs. Dizzie Rascal vs. Calvin Harris vs. Greg Ogan | 3:32    |  |
| 5.  | "What's In Your Head Zombie?"                           | Lolene vs. The Cranberries                               | 3:34    |  |
| 6.  | "Supa Trooper"                                          | Lolene vs. ABBA vs. Dr Dre                               | 2:51    |  |
| 7.  | "Sexy People (Funk Generation Remix)"                   | Lolene vs. Funk Generation                               | 6:53    |  |
| 8.  | "Slippy Heights"                                        | Lolene vs. Kate Bush vs. Underworld                      | 3:20    |  |

Créditos de samples
- "I Wish" contém um sample de "Whip My Hair" por Willow Smith.
- "Slippy Heights" contém um sample de "Born Slippy .NUXX" por Underworld.